# دهقان
دِهقان یا دِهگان یا دِهِگان طبقه‌ای از اشراف در زمان ساسانیان بودند. دهقانان از دیدگاه دارایی در درجهٔ دوم بودند و گروه بزرگ زمین‌داران را شکل می‌دادند. اینان هم بزرگ‌ترین مالیات‌دهندگان و مهم‌ترین منبع درآمد دولت و هم مهم‌ترین نگاهبانان آداب و رسوم و فرهنگ باستانی و روایات ملی و میهنی بودند. دهگانان طبقه‌ای از زمین‌داران در دوران پیش از اسلام و سده‌های دوم و سوم هـ ق. همین روی به رسوم و سنت‌های نیاکانی خود عشق می‌ورزیده و در پاسداری از آنان کوشش می‌کردند. فرزندان دهگانان با آداب و رسوم ایرانی پرورش می‌یافتند و نگهبانان سنت‌ها و فرهنگ ملی ایرانیان بودند. در شاهنامه از یک سو دهگانان در کنار «آزادگان»، به‌معنی «ایرانیان» دیده می‌شود و از سوی دیگر به‌همراه «موبدان» (مغ‌های زرتشتی) در معنای «نگاهبان و روایت‌کنندهٔ داستان‌های باستان».